# Cinema d'animació a Espanya
El cinema d'animació a Espanya s'inicia a principis del segle xx, entre 1908 i 1916, quan Segundo de Chomón va realitzar nombroses pel·lícules. Després d'ell, arribaren directors procedents del mercat de la historieta espanyola i catalana com foren Arturo Moreno, José Escobar, Cruz Delgado o Jordi Amorós. L'aparició, anys més tard, de l'animació assistida per ordinador va afavorir la producció de pel·lícules de dibuixos animats.

## Característiques
Entre 1945 i 1985 va tenir com a principals problemes la pobresa del guió en els llargmetratges, ja que en comptades ocasions hi treballava com a guionista un escriptor professional. També era habitual que les pel·lícules fossin adaptacions d'alguna obra literària o que els personatges fossin humans quan en aquell moment tenien més importància els animals.

## Història

### Els orígens (1906-1942)
El pioner que dugé el cinema d'animació a Espanya fou Segon de Chomón, nascut a Terol, qui va realitzar les pel·lícules La casa dels follets, Siluetes animades, La Sorti de Tante Sally, Li Circuit de L'Alcoool i El castell encantat mentre va estar en Pathé Frères. Aquestes produccions contenien diversos fragments animats.
La primera pel·lícula d'animació espanyola fou El toro fenómeno de Fernando Marco. Però el veritable impulsor fou Joaquín Xaudaró, qui va realitzar entre 1917 i 1921 les pel·lícules La fórmula del Doctor Nap, història de policies i lladres on apareixia el propi director al principi de la mateixa i Aventuras de Jim Trot. El 1930 produí Un discípulo de caco.

### L'Edat d'Or (1942-1951)
L'època de major esplendor del cinema d'animació espanyol arribaria després del final de la Guerra Civil Espanyola amb la creació dels Estudios Animados Chamartín, els quals es crearen a partir de la fusió entre Hispà Grafic Films i Dibsono Films. Aquesta empresa va produir tres sèries de curtmetratges: Don Cleque, Gargots i Civilón.
Tanmateix, el moment el punt àlgid arribà amb el primer llargmetratge espanyol animat de la història Garbancito de la Manxa, que va ser també la primera pel·lícula d'animació en color d'Europa. Fou dirigida per Arturo Moreno i més tard tindria una seqüela dirigida pel mateix Moreno.
Posteriorment els Estudis Balet i Blay, els quals havien produït aquests dos llargmetratges, decidiren realitzar-ne un tercer titulat Els somnis de Tay-Pi dirigida per Franz Winterstein. La pel·lícula va ser un fracàs comercial i va obligar a tancar l'empresa.
Després del tancament d'Estudos Animados Chamartín, els germans Baguñá decidiren crear, juntament amb José Benet Morell, una nova empresa enfocada a realitzar llargmetratges d'animació a color. El seu primer projecte fou Érase una vez... basada en el conte de Charles Perrault Cendrillon ou La petite pantoufle de vair. El film no pogué titularse amb el nom de l'obra original, ja que Walt Disney n'havia adquirit els drets d'autor per a produir la versió nord-americana i no els va permetre utilitzar el mateix títol. La pel·lícula no va tenir l'èxit econòmic esperat i l'empresa va haver de tancar.

### Temps Moderns (1951-1991)
Al principis dels anys 1950 els germans Moro (José Luis i Santiago) adquireixen certa reputació pel seu treballs en la publicitat en els quals havien començat a afegir-hi animacions. A partir del 1951 van començar a realitzar projectes d'aminació. També van produir les series Família Telerín i Cantinflas on posava veu l'actor homònim. Després de diversos curtmetratges van realitzar dos llargmetratges Katy i Katy, Kiki i Koko.

## Produccions

### Llargmetratges
Cal destacar que des de la primera producció d'animació el 1945 fins a 1985 únicament s'havien realitzat 10 llargmetratges d'animació. Si bé després el ritme s'incrementà, sobretot a partir del Segle XXI, quan comencen a realitzar-se uns cinc llargmetratges per any. Alguns dels llargmetratges més destacats són:
1940 - 1949
- Garbancito de la Manxa (1945)
- Alegres vacanciones (1948)

1950 - 1959
- Érase una vez... (1950)
- Los sueños de Tay-Pi (1952)

1960 - 1969
- El mago de los sueños (1966)
- Primer Festival de Mortadelo i Filemón, agència de información (1969)

1970 - 1979
- Segundo festival de Mortadelo y Filemón (1970)
- El armario del tiempo (1971)
- Mágica aventura (1973)
- Historias de amor i masacre (1979)

1980 - 1989
- Los viajes de Gulliver (1983)
- El pequeño vagabundo (1983)
- Katy (1984)
- Los cuatro músicos de Bremen (1988)
- Peraustrinia 2004 (1989)

1990 - 1999
- Despertaferro (1990)
- La leyenda del viento del Norte (1992)
- El regreso del viento del Norte (1994)
- ¡Que vecinos tan animales! (1998)
- Goomer (1999)

2000 - 2009
- El bosque animado (2001)
- La leyenda del unicornio (2001)
- El Cid: La leyenda (2003)
- Los Reyes Magos (2003)
- Gisaku (2005)
- El Ratón Pérez (2008)
- De Profundis (2006)
- Nocturna, una aventura mágica (2007)
- Donkey Xote (2007)
- La crisis carnívora (2008)
- L'esperit del bosc (2008)
- El lince perdido (2008)
- Animal channel (2008)
- Cher Ami (2008)
- Planet 51 (2009)

2010 - 2019
- Chico i Rita (2010)
- El tesoro del rei Midas (2010)
- Arrugas (2011)
- Les aventures de Tadeu Jones (2012)
- Justin i l'espasa del valor (2013)
- Mortadelo i Filemón contra Jimmy el Cachondo (2014)
- Atrapa la bandera (2015)
- Psiconautas, los niños olvidados (2015)
- Yoko i els seus amics (2015)
- Ozzy (2016)
- Tadeo Jones 2: El secret del rei Midas (2017)
- Wonder Park (2019)
- Klaus (2019)
- Buñuel en el laberinto de las tortugas (2019)

2020 - Present